# Selecta
Selecta Group er en europæisk selvbetjeningsforhandler, der blev grundlagt i 1957 i Murten, Schweiz. Virksomheden ejes af den amerikanske investeringsvirksomhed Kohlberg Kravis Roberts & Co. Selecta Group leverer kaffe og convenience-mad til arbejdspladser og offentlige rum. Hovedkvarteret ligger i Cham, Schweiz. I 2019 havde virksomheden cirka 10.000 ansatte og genererede en omsætning på cirka 1,6 milliarder euro.

## Historie
I 1950 rejste Joseph Jeger, en schweizisk medarbejder, der arbejdede i Basel, på forretningsrejse til USA, hvor han så sine første salgsautomater i fabrikkerne der. Han syntes, det ville være en fantastisk idé at sætte lignende salgsautomater op i fabrikken, hvor han arbejdede. Efter at have brugt alle sine opsparinger, bestilte han fem maskiner fra den amerikanske producent og fik lov til at installere dem i fabrikken. Joseph Jegers arbejdsgiver er stadig kunde hos Selecta.[kilde mangler]
Fabriksarbejderne brugte Jegers maskiner dag ud og dag ind. De amerikanske maskiner var produceret med amerikanske dele, hvilket gjorde dem dyre at vedligeholde. For at overvinde dette lejede Jeger en garage i sin hjemby Murten, ansatte sin første medarbejder og producerede den første salgsautomat fremstillet i Schweiz. Denne salgsautomat var den første, der bar navnet Selecta i 1957.

### Milepæle
- 1957 - Selecta blev grundlagt i Schweiz.
- 1985 - Selecta bliver en del af Valora Group.
- 1997 - Selecta bliver børsnoteret på den schweiziske børs til CHF 515 millioner.
- 2001 - Compass Group opkøber Selecta for CHF 1,35 milliarder.
- 2007 - Selecta købes af Allianz Capital Partners for CHF 1,80 milliarder.
- 2012 - Selecta indgår partnerskab med Starbucks for at lancere Starbucks Office Coffee.
- 2015 - Selecta købes af KKR for CHF 3,7 milliarder.
- 2017 - Selecta opkøber Pelican Rouge, et selskab med aktiviteter i otte europæiske lande. Selecta opkøber også Pelican Rouges risteanlæg i Holland.
- 2018 - Selecta opkøber Argenta[10] og Express Vending i Storbritannien.